# أنطونيوس بشير
أنطونيوس بشير (1898-1966) هو كاتب عالِم لاهوتي، وأديب وخطيب مفوَّه لبناني، اشتُهِر بترجماته لبعض أعمال جبران، وكان أبواه يوسف وزينة البشير شديدَي التديُّن، انضمَّ في وقتٍ مُبكرٍ من حياتِه إلى الكنيسة، حتى رُسِّمَ شمَّاسًا في 1916، ثم أرسَلَه بطريرك أنطاكية إلى الولاياتِ المتحدةِ، وهناك انتُخِب رئيسًا لأساقفةِ نيويورك ولكنيسةِ أمريكا الشمالية، وقد أُسِّسَ في عهدِه عشرات الكنائس ورسم العديد من الكَهَنة، ونَجحَ في الحصول على إعتراف الإدارةِ الأمريكيةِ بالأرثوذكسيةِ في الولاياتِ المتحدة، أسَّسَ في 1926 مجلةَ «الخالدات» باللغة العربية. 
له عدة مؤلَّفات لاهوتية وأدبية، منها باللغة العربية مثل: كتاب «مراقي النجاح»، وكتاب «أقرأ وأفكر»، وكتاب «ثلاثة مفكِّرين في الدين»، وباللغة الإنجليزية مثل: «دروس في الكنيسة الأرثوذكسية»، و«التعليم المسيحي الأرثوذكسي»، كما ترجَمَ الكثيرَ من المؤلَّفات الإنجليزية إلى العربية مثل كتب «اعترافات تولستوي»، و«الحياة البسيطة» لشارل زواغنر، و«الرجل الذي لا يعرفه أحد» لموريس سارتر لينك، بالإضافة إلى «اليوم وغدًا» لآرثر برزباين. وترجَمَ بعضَ أعمال الأديب جبران خليل جبران مثل: «النبي»، و«المجنون»، و«السابق»، و«رمل وزبد»، و«يسوع ابن الإنسان»، و«حديقة النبي»، و«آلهة الأرض».

## التعليم
نظرًا لنشأته المسيحية الأرثوذكسية درَسَ في البلمند الأرثوذكسية اللاهوتية في طرابلس (1911-1916)، ثم توجَّهَ إلى دراسة القانون في مدرسة بعبدا الحقوقية، ثم أكمَلَ دراستَه في الجامعة الأمريكية في بيروت، وقد أثبَتَ تفوُّقًا واضحًا ممَّا جعله يعمل بتدريس الأدب العربي في الجامعة الأمريكية.

## مؤلفات
صدرت له عدة أعمال منها:
بالعربية:
- «مراقي النجاح: أو أفضل الطرق المؤدية إلى نجاحك في الحياه» المطبعة العصرية، مصر، 1932.[3]
- «أقرأ وأفكر»، مطبعة العرب، 1930.[4]
- «ثلاثة مفكرين في الدين: ودرو ولسون وهنرى فنديك ووليم برين»، مطبعة العرب للبستاني، الفجالة بمصر، 1930.[5]
- «الحياة البسيطة» للمؤلف: شارل زواغنر، ترجمة للعربية، 1928.[6]
- «المجموعة الكاملة لمؤلفات جبران خليل جبران: المعربة عن الإنكليزية»، ترجمة انطونيوس بشير وعبد اللطيف شرارة بشير، دار الجيل، بيروت، 1994.[7]
- «الرجل الذي لا يعرفه احد: الاهتداء إلى يسوع الحقيقي»، تأليف بروس بارتون، وأنطونيوس بشير، الناشر: مطبعة العرب للبستاني، مصر، 1928.[8]
- «اليوم وغدًا» للمؤلف: آرثر برزباين، ترجمة للعربية.
- «النبي»، للمؤلف جبران خليل جبران، ترجمة للعربية، المكتبة الثقافية بيروت - لبنان.[9]
- «آلهة الأرض»، تأليف جبران خليل جبران، ترجمة انطونيوس بشير، 2019.[10]
- «يسوع إِبن الإِنسان»، للمؤلف جبران خليل جبران، ترجمة للعربية، المطبعة العصرية، مصر، 1932.[11]
- «إعتراف تولستوي»، بالاشتراك مع ليو تولستوي، مطبعة العرب، القاهرة، 1930.[12]
- «التائه»، تأليف جبران خليل جبران، ترجمة أنطونيوس بشير، الدار النموذجية، المكتبة العصرية، صيد، بيروت، 2004.[13]
- «العواصف»، تأليف: جبران خليل جبران، ترجمة أنطونيوس بشير، دار العرب للبستاني، 1991.[14]
- «الصابق: امثاله واشعاره»، تأليف جبران خليل جبران، تعريب انطونيوس بشير، المطبعة العصرية، مصر، 1945.[15]
- «المجنون»، تأليف جبران خليل جبران، تعريب انطونيوس بشير، المطبعة العصرية، القاهرة، 1947.[16]
- «رملٌ وزبد»، للمؤلف جبران خليل جبران، ترجمة للعربية، دار العرب للبستاني، 1986.[17]
- «الكلمات»، للمؤلف جبران خليل جبران، ترجمة للعربية، الدار المتحدة للنشر، 1983.[18]
- «أَرباب الأَرض»، للمؤلف جبران خليل جبران، ترجمة للعربية، 1964.[19]
- «حديقة النبي»، للمؤلف جبران خليل جبران، ترجمة للعربية.
- «السابق: أمثاله وأشعاره»، للمؤلف جبران خليل جبران، ترجمة للعربية، مطبعة الهلال، مصر.[20]
- «لماذا أَنا مسيحي؟»، تأليف: فرانك كرين، ترجمة للعربية أنطونيوس بشير، دار البستاني للنشر والتوزيع، الفجال، القاهرة، 1926.[21]
- «صلاة بابيني للمسيح»، تأليف جيوفني بابيني، ترجمة: أنطونيوس بشير، المطبعة العصرية، 1900.[22]
- «حياة المسيح»، تأليف بابيني جيوفاني، مكتبة العرب، الفجال، مصر، 1929.[23]
- «المواكب: نظرات شاعر ومصور في الأيام والليالي»، تأليف: جبران خليل جبران، ترجمة انطونيوس بشير، دار العرب للبستاني، القاهرة، 1986.[24]

بالإنجليزية:
- «التعليم المسيحي الأرثوذكسي»
- «(بالإنجليزية: A catechism of the Christian doctrine of the Holy Eastern Orthodox Catholic and Apostolic Church)‏ - التعليم المسيحي للعقيدة المسيحية للكنيسة الأرثوذكسية الشرقية المقدسة الكاثوليكية والرسولية» مطبعة فيرتري، جيرسي سيتي، 1944.[25]
- «(بالإنجليزية: Service book of the Holy Eastern Orthodox Catholic and Apostolic Church)‏ - كتاب الخدمة للكنيسة الأرثوذكسية الشرقية المقدسة الكاثوليكية والرسولية»، الكنيسة الشرقية الأرثوذكسية، بروكلين، نيويورك، 1949.[26]
- «(بالإنجليزية: Studies in the Greek Orthodox Church)‏ - دراسات في الكنيسة الأرثوذكسية اليونانية»، مطرانية السريان الأرثوذكس، نيويورك، 1960.[27]